# Lista över fornlämningar i Ragunda kommun
Lista över fornlämningar i Ragunda kommun är en förteckning av ett urval av de fornlämningar som finns i Ragunda kommun.

## Borgvattnet
| Namn                              | Lämningstyp | Tillkomsttid | Historisk indelning   | Plats | Läge                 | ID-nr          | Bild                                 |
| --------------------------------- | ----------- | ------------ | --------------------- | ----- | -------------------- | -------------- | ------------------------------------ |
| Sönnerbodarna (Borgvattnet 160:1) | Fäbod       |              | Borgvattnet, Jämtland |       | 63.456272, 15.719516 | 10252201600001 | Ladda upp en bild av detta fornminne |

## Fors
| Namn                | Lämningstyp | Tillkomsttid | Historisk indelning | Plats | Läge                 | ID-nr          | Bild                                 |
| ------------------- | ----------- | ------------ | ------------------- | ----- | -------------------- | -------------- | ------------------------------------ |
| Fors 5:1            | Hög         |              | Fors, Jämtland      |       | 62.980400, 16.664778 | 10252600050001 | Ladda upp en bild av detta fornminne |
| Klippen (Fors 66:1) | Fäbod       |              | Fors, Jämtland      |       | 62.928452, 16.655742 | 10252600660001 | Ladda upp en bild av detta fornminne |

## Ragunda
| Namn                                  | Lämningstyp      | Tillkomsttid | Historisk indelning | Plats | Läge                 | ID-nr          | Bild                                 |
| ------------------------------------- | ---------------- | ------------ | ------------------- | ----- | -------------------- | -------------- | ------------------------------------ |
| Ragunda 21:1                          | Stensättning     |              | Ragunda, Jämtland   |       | 63.161495, 15.921886 | 10255900210001 | Ladda upp en bild av detta fornminne |
| Västerbodarna (Ragunda 126:1)         | Fäbod            |              | Ragunda, Jämtland   |       | 63.044776, 16.422427 | 10255901260001 | Ladda upp en bild av detta fornminne |
| Singsåbodarna (Ragunda 140:1)         | Fäbod            |              | Ragunda, Jämtland   |       | 63.067011, 16.375853 | 10255901400001 | Ladda upp en bild av detta fornminne |
| Höjdbodarna (Ragunda 145:1)           | Fäbod            |              | Ragunda, Jämtland   |       | 63.088860, 16.546668 | 10255901450001 | Ladda upp en bild av detta fornminne |
| Gammelbodvallen (Ragunda 169:1)       | Fäbod            |              | Ragunda, Jämtland   |       | 63.226585, 15.997486 | 10255901690001 | Ladda upp en bild av detta fornminne |
| Harrsjöbodarna (Ragunda 196:1)        | Fäbod            |              | Ragunda, Jämtland   |       | 63.322577, 16.071875 | 10255901960001 | Ladda upp en bild av detta fornminne |
| Bergebodarna (Ragunda 244:1)          | Fäbod            |              | Ragunda, Jämtland   |       | 63.156853, 16.056220 | 10255902440001 | Ladda upp en bild av detta fornminne |
| Hobodarna (Ragunda 262:1)             | Fäbod            |              | Ragunda, Jämtland   |       | 63.081556, 15.970316 | 10255902620001 | Ladda upp en bild av detta fornminne |
| Gammel-Ringsjöbodarna (Ragunda 263:1) | Fäbod            |              | Ragunda, Jämtland   |       | 63.066461, 15.979820 | 10255902630001 | Ladda upp en bild av detta fornminne |
| Gammelbodvallen (Ragunda 293:1)       | Fäbod            |              | Ragunda, Jämtland   |       | 63.205277, 16.320861 | 10255902930001 | Ladda upp en bild av detta fornminne |
| Skalsbodarna (Ragunda 294:1)          | Fäbod            |              | Ragunda, Jämtland   |       | 63.125389, 16.278254 | 10255902940001 | Ladda upp en bild av detta fornminne |
| Ragunda 311:1                         | Hög              |              | Ragunda, Jämtland   |       | 63.110514, 16.379745 | 10255903110001 | Ladda upp en bild av detta fornminne |
| Borgflobodarna (Ragunda 336:1)        | Fäbod            |              | Ragunda, Jämtland   |       | 63.341243, 15.907445 | 10255903360001 | Ladda upp en bild av detta fornminne |
| Ragunda 350:1                         | Begravningsplats |              | Ragunda, Jämtland   |       | 63.107954, 16.368829 | 10255903500001 | Ladda upp en bild av detta fornminne |
| Halåbodarna (Ragunda 353:1)           | Fäbod            |              | Ragunda, Jämtland   |       | 63.120572, 16.455531 | 10255903530001 | Ladda upp en bild av detta fornminne |

## Stugun
| Namn                                  | Lämningstyp | Tillkomsttid | Historisk indelning | Plats | Läge                 | ID-nr          | Bild                                 |
| ------------------------------------- | ----------- | ------------ | ------------------- | ----- | -------------------- | -------------- | ------------------------------------ |
| Gamla fäboderna (1762) (Stugun 183:1) | Fäbod       |              | Stugun, Jämtland    |       | 63.199087, 15.548527 | 10256601830001 | Ladda upp en bild av detta fornminne |
| Gammelbodarna (Stugun 271:1)          | Fäbod       |              | Stugun, Jämtland    |       | 63.228373, 15.797853 | 10256602710001 | Ladda upp en bild av detta fornminne |